# Scarlett Sage
Scarlett Sage (Richmond, Virginia; 10 de junio de 1997) es una actriz pornográfica y modelo erótica estadounidense.

## Biografía
Nació en Richmond, capital del estado de Virginia, en junio de 1997. Siendo muy joven sus padres se divorciaron, viviendo Scarlett hasta la mayoría de edad con su madre. Estudió para llegar a ser paramédico, si bien fue dejando de lado este objetivo a medida que realizaba trabajos como modelo erótica para diversas webs.
Debutó como actriz pornográfica en 2016, a los 19 años de edad, rodando sus primeras escenas para FM Concepts.
Como actriz ha trabajado para diversas productoras, como Digital Sin, ATK, Girlfriends Films, Pure Taboo, New Sensations, Reality Kings, Erotica X, Filfy Films, Kick Ass, Vixen, Naughty America o Blacked, entre otras.
En 2018 fue nominada en los Premios AVN en la categoría de Mejor actriz revelación, así como en los Premios XBIZ en la modalidad de Artista lésbica del año.
En junio de 2018 fue elegida Pet of the Month de la revista Penthouse.
En enero de 2021 se alzó con el Premio XBIZ a la Artista lésbica del año.
Ha rodado más de 380 películas como actriz.
Alguno de sus trabajos destacados son An Incestuous Affair, Bad Lesbian 8, First Dates, I Love My Lesbian Stepsister 2, It's the Girl Next Door 2, Lesbian Seductions 56, Lovers Reunited, Net Skirts 16, Subliminal Parenting, Twisted Passions 22 o Women Seeking Women 147.

## Premios y nominaciones
| Año  | Ceremonia       | Resultado | Premio                                   | Trabajo                 |
| ---- | --------------- | --------- | ---------------------------------------- | ----------------------- |
| 2017 | Premios AVN     | Nominada  | Premio fan: Debutante más caliente       | —                       |
| 2018 | Premios AVN     | Nominada  | Mejor actriz revelación                  | —                       |
| 2018 | Premios AVN     | Nominada  | Premio fan: Debutante más caliente       | —                       |
| 2018 | Premios XBIZ    | Nominada  | Artista lésbica del año                  | —                       |
| 2018 | Premios XCritic | Ganadora  | Mejor escena de sexo lésbica             | Unleashed               |
| 2019 | Premios AVN     | Nominada  | Mejor escena de sexo lésbico             | Sage Union              |
| 2019 | Premios AVN     | Nominada  | Mejor escena de sexo lésbico en grupo    | Unleashed               |
| 2019 | Premios AVN     | Nominada  | Premio fan: Estrella mediática           | —                       |
| 2019 | Premios XBIZ    | Nominada  | Artista lésbica del año                  | —                       |
| 2019 | Premios XBIZ    | Nominada  | Mejor actriz de reparto                  | Catfish                 |
| 2019 | Premios XBIZ    | Nominada  | Mejor escena de sexo en película lésbica | Catfish                 |
| 2019 | Premios XRCO    | Nominada  | Artista lésbica del año                  | —                       |
| 2020 | Premios AVN     | Nominada  | Artista lésbica del año                  | —                       |
| 2020 | Premios XBIZ    | Nominada  | Artista lésbica del año                  | —                       |
| 2021 | Premios AVN     | Nominada  | Artista lésbica del año                  | —                       |
| 2021 | Premios AVN     | Nominada  | Mejor escena de sexo lésbico en grupo    | Lesbian Revenge 3       |
| 2021 | Premios XBIZ    | Ganadora  | Artista lésbica del año                  | —                       |
| 2021 | Premios XBIZ    | Nominada  | Mejor escena de sexo en película lésbica | Lesbian Revenge 3       |
| 2021 | Premios XBIZ    | Nominada  | Mejor escena de sexo en película lésbica | The Path to Forgiveness |
| 2022 | Premios AVN     | Nominada  | Artista lésbica del año                  | —                       |
| 2022 | Premios AVN     | Nominada  | Mejor actriz de reparto                  | Written in the Stars    |
| 2022 | Premios XBIZ    | Nominada  | Mejor actuación de reparto               | Written in the Stars    |
| 2022 | Premios XBIZ    | Nominada  | Mejor escena de sexo en película lésbica | Written in the Stars    |
| 2024 | Premios AVN     | Nominada  | Mejor escena de sexo en grupo            | Nicole’s House Party    |
| 2024 | Premios AVN     | Nominada  | Mejor guion en mediometraje              | Risqué Business         |
| 2024 | Premios XBIZ    | Nominada  | Mejor escena de sexo en película lésbica | Chasing Scarlett        |
| 2025 | Premios XMA     | Nominada  | Mejor escena de sexo en película lésbica | Erotic Premonitions     |